# Yu Lan
Yu Lan (于藍S, Yú LánP; Xiuyan, 3 giugno 1921 – Pechino, 28 giugno 2020) è stata un'attrice cinese.
Il suo vero nome era Yu Peiwen.
In occasione del centenario della nascita dell'industria cinematografica in Cina nel 2005, la China Film Performance Art Academy la inserì nella lista dei "100 migliori attori in 100 anni di cinema cinese".
È morta a Pechino il 28 giugno 2020 all'età di 99 anni.

## Filmografia
- Medical Warrior (白衣战士) (1949)
- Red Flag (翠岗红旗) (1951)
- Longxugou (龙须沟) (1952)
- A Revolutionary Family (革命家庭) (1961)
- Streaming (烈火中永生) (1965)
- Looking For Jackie (2009)
- Goddesses in the Flames of War (2018)
- For Love with You (2019)

## Premi e riconoscimenti
- Golden Phoenix Awards
  - 1995 - Honorary Award
  - 2005 - Lifetime Achievement Award
- Moscow Film Festival
  - 1961 - Migliore attrice per A Revolutionary Family
- Golden Rooster Awards
  - 2009 - Lifetime Achievement Award